# Październik 2011

## 30 października
- Rosen Plewnelijew zwyciężył w wyborach prezydenckich w Bułgarii. (Oficjalne wyniki)
- Czeszka Petra Kvitová zwyciężyła w turnieju tenisowym TEB BNP Paribas WTA Championships 2011 zamykającym sezon rozgrywek kobiecych w sezonie 2011. (Sport.pl)

## 27 października
- Michael D. Higgins zwyciężył w wyborach prezydenckich w Irlandii. (BBC News)
- Książę Najif został mianowany następcą tronu Arabii Saudyjskiej. (BBC News)

## 23 października
- W prowincji Wan w Turcji miało miejsce trzęsienie ziemi o sile 7,2 stopnia w skali Richtera. (gazeta.pl)
- Cristina Fernández de Kirchner uzyskała reelekcję w wyborach prezydenckich w Argentynie. (Oficjalne wyniki)
- W Bułgarii odbyła się I tura wyborów prezydenckich. Do II tury przeszli Rosen Plewnelijew i Iwajło Kałfin. (Oficjalne wyniki)
- W Tunezji odbyły się wybory do Zgromadzenia Konstytucyjnego. Według nieoficjalnych wyników najwięcej głosów uzyskała Partia Odrodzenia. (gazeta.pl)
- Reprezentacja Nowej Zelandii zwyciężyła w pucharze świata w rugby. (Sport.pl)
- W trakcie wyścigu MotoGP doszło do wypadku, w którym zginął Marco Simoncelli. (Sport.pl)

## 22 października
- W nocy 22 października ogłoszono wyniki XIV Międzynarodowego Konkursu Skrzypcowego im. Henryka Wieniawskiego. Konkurs wygrała Soyoung Yoon z Korei Południowej. (gazeta.pl)

## 20 października
- W okolicach Syrty zginął były przywódca Libii Muammar al-Kaddafi. (tvn24.pl)

## 18 października
- W wyniku negocjacji Izraela z władzami Autonomii Palestyńskiej izraelski żołnierz Gilad Szalit został uwolniony przez Hamas w zamian za zwolnienie z izraelskich więzień 1027 Palestyńczyków.(wpolityce.pl)

## 16 października
- W trakcie wyścigu Indy Racing League doszło do karambolu, w którym zginął Dan Wheldon. (Sport.pl)

## 14 października
- W Moskwie odsłonięto pierwszy w Rosji pomnik Jana Pawła II. Ma ponad 1,8 m wysokości i waży dwie tony. (rp.pl)

## 13 października
- Zmarł Abdoulaye Seye – senegalski lekkoatleta, brązowy medalista (w barwach Francji) igrzysk olimpijskich w biegu na 200 metrów (1960), w latach 1998–2002 prezes FIBA. (fr.sports.yahoo.com)

## 11 października
- Julia Tymoszenko została uznana za winną nadużyć i skazana na siedem lat więzienia. (gazeta.pl)
- Słowacka Rada Narodowa nie przegłosowała wotum zaufania dla rządu Ivety Radičovej (BBC News)

## 10 października
- Nagrodę Banku Szwecji im. Alfreda Nobla w dziedzinie ekonomii otrzymali Thomas Sargent i Christopher Sims za empiryczne badania nad przyczynami i skutkami w makroekonomii. (NobelPrize.org)

## 9 października
- Wybory parlamentarne w Polsce wygrała Platforma Obywatelska, która według oficjalnych wyników otrzymała 39,18% głosów. (Gazeta.pl)

## 8 października
- Zakończyły się rozgrywane w Baku mistrzostwa świata w boksie. (Sport.pl)

## 7 października
- Pokojową Nagrodę Nobla otrzymały Ellen Johnson-Sirleaf, Leymah Gbowee i Tawakel Karman za pokojową walkę o bezpieczeństwo i prawa kobiet. (NobelPrize.org)

## 6 października
- Literacką Nagrodę Nobla otrzymał szwedzki poeta Tomas Tranströmer. (Gazeta.pl)

## 5 października
- Zmarł Steve Jobs, współzałożyciel Apple Inc. (Apple Visionary Steve Jobs Dies At 56, Apple)
- Dan Szechtman został laureatem roku 2011 Nagrody Nobla w dziedzinie chemii za odkrycie kwazikryształów (The Nobel Prize in Chemistry 2011)

## 3 października
- Helle Thorning-Schmidt została mianowana premierem Danii. (theparliament.com)
- Zmarła Zofia Nasierowska, polska fotografka. (Gazeta.pl)
- Nagrodę Nobla w dziedzinie fizjologii lub medycyny otrzymali Bruce A. Beutler, Jules A. Hoffmann oraz Ralph M. Steinman. (Gazeta.pl)

## 2 października
- Reprezentacja Serbii zwyciężyła w XXVII mistrzostwach Europy w siatkówce kobiet. (Sport.pl)

- Powieść Mariana Pilota pt. Pióropusz zdobyła Nagrodę Literacką Nike 2011.  (Gazeta.pl)